# CS Phoenix Galaţi
El CS Phoenix Galaţi es un equipo de baloncesto rumano con sede en la ciudad de Galaţi, que compite en la Liga Națională, la máxima competición de su país.

## Posiciones en liga
- 2010 (6-B)
- 2011 (17-B)
- 2012 (5-B)
- 2013 (5-L1)
- 2014 (10-L1)
- 2015 (1-L1)

## Palmarés
- Campeón Liga I - 2015

## Jugadores destacados
| - Cornel Cioacata - Horia Cristiean - Cristian Florea | - Kevin Oana - Roland Brown - Bryan Harrison |